# Anomalurus
Anomalurus Waterhouse, 1842 è un genere di roditori della famiglia degli Anomaluridi, della quale risulta essere il più numeroso con quattro specie ascritte. È inoltre il solo genere della sottofamiglia Anomalurinae Gervais, 1849, anche se talvolta Anomalurus beecrofti viene classificato nel genere Anomalurops nell'ambito della stessa sottofamiglia.
Al genere sono ascritte le specie di maggiori dimensioni dell'intera famiglia, con Anomalurus pelii che raggiunge quasi il metro di lunghezza (coda compresa) ed i 2 kg di peso: tuttavia, anche le altre specie hanno buona taglia (fra i 25 ed i 60 cm di lunghezza).
Il pelo è piuttosto lungo, con colorazioni varie a seconda della specie, ma sempre a tinte scure e mimetiche: sotto la coda sono presenti due file di caratteristiche strutture simili a scaglie, che l'animale utilizza al termine delle planate per fare attrito con substrato e fermarsi, oppure per meglio distribuire il peso durante la scalata di superfici verticali. Gli occhi sono grandi, le zampe munite di forti unghiette ricurve, la coda lunga più del corpo: fra le zampe anteriori e posteriori e fra queste ultime e la coda è presente un patagio che permette all'animale lunghe planate (oltre 100 m confermati per A. derbianus, fonti non confermate parlano di planate di oltre 250 m) di albero in albero.
Si tratta di animali essenzialmente diurni, che durante il giorno riposano in gruppi all'interno di cavità dei tronchi d'albero. Poco altro si sa del loro comportamento, in quanto molto schivi e perciò difficili da studiare.

Si nutrono principalmente di corteccia, anche se alla bisogna mangiano qualsiasi materiale di origine vegetale, e raramente anche insetti ed altri invertebrati.

## Tassonomia
- Famiglia Anomaluridae
  - Sottofamiglia Anomalurinae
    - Genere Anomalurus
      - Anomalurus beecrofti - anomaluro di Beecroft
      - Anomalurus derbianus - anomaluro comune o di Lord Derby
      - Anomalurus pelii - anomaluro di Pel
      - Anomalurus pusillus - anomaluro nano o minore